# Turhan Baytop
Turhan Baytop (* 20. Juni 1920 in Üsküdar; † 25. Juni 2002 in Istanbul) war ein türkischer Pharmakologe und Botaniker.
Sein botanisches Autorenkürzel lautet „T.Baytop“.
Baytop studierte bis 1948 an der Eczacı Okulu (Schule der Pharmazie) in Istanbul. 1948 promovierte er über die phytochemischen Untersuchung der Meerträubel. Von 1951 bis 1952 studierte er an der Pharmazeutischen Fakultät in Paris. 1963 wurde er Professor der Pharmakognosie an der Universität Istanbul. Dort war er zwischen 1963 und 1987 Dekan der Pharmazeutischen Fakultät. Baytop wurde 1987 emeritiert.
Baytop sammelte mehr als zehntausend getrocknete Pflanzen, die in das Herbarium der Universität Istanbul aufgenommen wurden. Darüber hinaus schenkte er den Herbarien der Royal Botanic Gardens Kew und dem Botanischen Garten Edinburgh weitere Pflanzenmuster. Er beschäftigte sich vor allem mit der Bestimmung von Pflanzen aus der Türkei. Insbesondere galt solchen mit medizinischem Wert sein Interesse, so z. B. Zeitlose, Fingerhut und Mohn. Auch war er spezialisiert auf Knollengewächse der Familien der Lilien, Schwertlilien und Narzissen.
Baytop war verheiratet mit Asuman Baytop, die ebenfalls Professorin war. Beider Tochter Feza Günergun ist heute Wissenschaftshistorikerin. Nach Baytop, bzw. dem Ehepaar Baytop, wurden verschiedene Pflanzen benannt, so z. B. Allium baytopiorum, Astragalus baytopianus, Colchicum baytopiorum, Crocus baytopiorum, Galium baytopiorum, Nepeta baytopii und Stachys baytopiorum.